# Big Time Rush
Big Time Rush – amerykański serial komediowy emitowany przez kanał Nickelodeon, MTV Polska, TeenNick Polska, VIVA Polska, Nickelodeon HD oraz TVP1.
Opowiada on o czterech chłopakach z drużyny hokejowej z Minnesoty. Przybyli na przesłuchanie, gdzie udało im się zrobić wrażenie na wielkim producencie i wyjechali do Hollywood, aby stać się popularnym boysbandem. Półgodzinny odcinek miał swoją premierę w USA 28 listopada 2009 roku jako "sneak preview". Regularną emisję stacja Nickelodeon rozpoczęła 18 stycznia 2010 roku. Odcinek w Polsce wyemitowany był 12 czerwca 2010, natomiast regularna emisja rozpoczęła się 29 czerwca 2010 roku. W TVP1 serial zadebiutował 22 kwietnia 2012 roku.
24 maja 2011 roku potwierdzono informację, iż powstanie trzecia seria serialu. Seria zawierać będzie 20 odcinków, jej produkcja rozpoczęła się w kwietniu 2012 roku, a premiera odbyła się 12 maja 2012 roku. W 2013 ruszyła produkcja czwartego sezonu serialu "Big Time Rush", emitowanego na kanale Nickelodeon, a jego premiera odbyła się 2 kwietnia 2013 roku. Dnia 6 maja 2013 roku Nickelodeon potwierdził, że czwarta seria będzie ostatnim sezonem.

## Opis fabuły
Serial opowiada o wielkich marzeniach szesnastoletniego Kendalla Knighta (Kendall Schmidt), który marzy o zostaniu hokeistą. Wraz ze swymi przyjaciółmi – Jamesem (James Maslow), który chce zostać piosenkarzem, Carlosem (Carlos Pena Jr) i Loganem (Logan Henderson) – trafiają do Hollywood (poprzez przesłuchanie) i zakładają boysband. Chłopcy wreszcie odkrywają swój talent muzyczny i tak zaczyna się ich wielka przygoda.

## Single
| - Rok | Piosenka                       | Pozycja | Album   |
| ----- | ------------------------------ | ------- | ------- |
| 2009  | "Big Time Rush"                | 116     | B.T.R   |
| 2010  | "Any Kind of Guy"              | 124     | B.T.R   |
| 2010  | "Halfway There"                | 93      | B.T.R   |
| 2010  | "Famous"                       | 119     | B.T.R   |
| 2010  | "City is Ours"                 | 105     | B.T.R   |
| 2010  | "Till I Forget About You"      | 112     | B.T.R   |
| 2011  | "Big Night"                    | 79      | B.T.R   |
| 2011  | "Boyfriend" (feat Snoop Dogg)  | 79      | B.T.R   |
| 2011  | "Blow Your Speakers"           | ---     | Elevate |
| 2011  | "If I Ruled The World"         | ---     | Elevate |
| 2011  | "Paralyzed"                    | ---     | Elevate |
| 2011  | "Music Sounds Better With You" | ---     | Elevate |
| 2011  | "Cover Girl"                   | ---     | Elevate |
| 2011  | "No Idea"                      | ---     | Elevate |

## Obsada

### Główni Bohaterowie
- Kendall Schmidt jako Kendall Knight – główny bohater serialu. Jest liderem BTR. Chodzi z Jo.
- James Maslow jako James Diamond – najprzystojniejszy z BTR. Dużo czasu poświęca wyglądowi. Chodzi z Lucy.
- Carlos Pena Jr. jako Carlos Garcia – najmilszy z BTR. Prawie zawsze chodzi w kasku. Podkochuje się w Jenniferkach, grupie trzech aroganckich dziewcząt.
- Logan Henderson jako Logan Mitchell – najmądrzejszy z BTR. Prawie wszystko próbuje rozwiązać w sposób naukowy. Chodzi z Camille.
- Stephen Kramer Glickman jako Gustavo Rocque – producent muzyczny.
- Ciara Bravo jako Katie Knight – młodsza siostra Kendalla.
- Tanya Chisholm jako Kelly Wainwright – asystentka Gustavo.
- Challen Cates jako Jennifer Knight – mama Kendalla i Katie.

### Drugoplanowi
- Koji Kataoka jako Fujisaki
- Daran Norris jako Buddha Bob – ogrodnik w Palm Woods.
- Katelyn Tarver jako Jo Taylor – dziewczyna Kendalla. Najlepsza przyjaciółka Camille. Wyjeżdża w odcinku "Big Time Break-Up" lecz powraca w "Big Time Surprise" .
- Erin Sanders jako Camille Roberts – jest zakochana w Loganie z wzajemnością. Jest najlepszą przyjaciółką Jo.
- Rachel DiPillo jako Reachel
- Carlie Casey jako Mercedes Griffin – córka Griffina.
- Stephen Keys jako Pan Pociąg – ochroniarz Gustavo.
- Matt Riedy jako Arthur Griffin – szef Gustavo i Kelly.
- Malese Jow jako Lucy Stone – rockmenka. Jest zakochana w Kendallu. W odcinku "Big Time Decision" wyjeżdża z Palm Woods. W ostatniej serii zakochuje się w Jamesie
- David Anthony Higgins jako Reginald Bitters – recepcjonista w Palm Woods.
- Denyse Tontz jako Jennifer 1
- Kelli Goss jako Jennifer 2
- Savannah Jayde jako Jennifer 3
- Tucker Albrizzi jako Tyler – przyjaciel Katie.
- David Cade jako Jett Stetson
- Tara Strong jako Pani Collins – nauczycielka w Palm Woods.
- Barnett O’Hara jako Ziomek z gitarą
- Lorenzo Lamas jako Dr. Hollywood
- Phil LaMarr jako Hawk – także producent muzyczny. Nie lubi Gustava Rocque'a ze wzajemnością.

### Gościnnie Wystąpili
- Nicole Scherzinger jako ona sama (1 sezon)
- Ted Garcia jako reporter (1 i 2 sezon)
- Dee Bradley Baker jako Pan Smitty (1 sezon)
- Roz Witt jako Pani Chisdak (1 sezon)
- Chris Masters jako on sam (1 sezon)
- Matt Angel jako Wayne Wayne/Wally Dooley (1 sezon)
- Tiana Madry oraz Tiera Madry jako Simms Twins (1 sezon)
- Fabio jako on sam (1,2 i 3 sezon)
- Curt Hansen jako Dak Zevon (1 sezon)
- Carlos Alazraqui jako Marcos (1 sezon)
- Erik Estrada jako Oficer Garcia (1 sezon)
- Parker Young jako Travis (1 sezon)
- James Arnold Taylor jako Menedżer Taylor (1 sezon)
- Tristin Mays jako Stephanie (1 sezon)
- Jordin Sparks jako ona sama (1 sezon)
- Ed Begley, Jr. jako on sam (1 i 2 sezon)
- Yo Gabba! Gabba! jako oni sami (2 i 4 sezon)
- Tom Kane jako narrator (2 sezon)
- Miranda Cosgrove jako ona sama (2 sezon)
- Snoop Dogg jako on sam (2 sezon)
- Tom Kenny jako Pirat (2 sezon)
- Russell Brand jako on sam (2 sezon)
- Lisa Rinna jako Brooke Diamond (2 sezon)
- Lita Ford jako ona sama (2 sezon)
- Jill-Michele Meleán jako Sylvia Garcia (2 sezon)
- Holly Wortell jako Joanna Mitchell (2 sezon)
- Gage Golightly jako Annie (2 sezon)
- Elizabeth Gillies jako Heather Fox (2 sezon)
- Rachel Crow jako Winnie (3 sezon)
- Alfonso Ribeiro jako Kapitan McCallister (3 sezon)
- Cooper Neu jako Lindsay (3 sezon)
- Rob Paulsen jako Sam Sellmart (3 sezon)
- J. P. Manoux jako Mitchell V. Gold (4 sezon)
- Gavin DeGraw jako Simon (4 sezon)
- Jon Stewart jako on sam (4 sezon)
- Cher Lloyd jako ona sama (4 sezon)
- Lucas Cruikshank jako on sam (4 sezon)
- Scott Baio jako on sam (4 sezon)
- Victoria Justice jako ona sama (4 sezon)
- Austin Mahone jako on sam (4 sezon)
- Ryan Newman jako ona sama (4 sezon)
- Karmin jako oni sami (4 sezon)
- Alexa Vega jako ona sama (4 sezon)
- Nick Cannon jako on sam (4 sezon)
- Mindless Behavior jako oni sami (4 sezon)

## Międzynarodowa transmisja
| Państwo           | Kanał                                  | Premiera                                          |
| ----------------- | -------------------------------------- | ------------------------------------------------- |
| Stany Zjednoczone | Nickelodeon USA                        | 28 listopada 2009 (Sneak Preview)18 stycznia 2010 |
| Niemcy            | Nickelodeon Niemcy                     | 24 kwietnia 2010 (Sneak Preview)29 maja 2010      |
| Austria           | Nickelodeon Niemcy                     | 24 kwietnia 2010 (Sneak Preview)29 maja 2010      |
| Szwajcaria        | Nickelodeon Niemcy                     | 24 kwietnia 2010 (Sneak Preview)29 maja 2010      |
| Wielka Brytania   | Nickelodeon Wielka Brytania i Irlandia | 3 maja 2010 (Sneak Preview)31 maja 2010           |
| Irlandia          | Nickelodeon Wielka Brytania i Irlandia | 3 maja 2010 (Sneak Preview)31 maja 2010           |
| Brazylia          | Nickelodeon Brazylia                   | 15 kwietnia 2010 (Sneak Preview)13 maja 2010      |
| Izrael            | MTV Izrael                             | 20 maja 2010 (Sneak Preview)Lato 2010             |
| Filipiny          | Nickelodeon Azja                       | 16 kwietnia 2010 (Sneak Preview)31 maja 2010      |
| Holandia          | Nickelodeon Benelux                    | 1 maja 2010 (Sneak Preview)21 maja 2010           |
| Belgia            | Nickelodeon Benelux                    | 1 maja 2010 (Sneak Preview)21 maja 2010           |
| Polska            | Nickelodeon Polska                     | 12 czerwca 2010 (Sneak Preview)29 czerwca 2010    |
| Indonezja         | MTV Indonezja                          | 17 sierpnia 2010 (Sneak Preview)31 sierpnia 2010  |
| Włochy            | MTV Włochy                             | 15 maja 2010 (Sneak Preview)28 maja 2010          |
| Chorwacja         | Nickelodeon Chorwacja                  | 20 maja 2010 (Sneak Preview)Koniec 2010           |